# Wróblew Łęczycki
Wróblew Łęczycki – nieczynny wąskotorowy przystanek osobowy w Cedrowicach, w gminie Ozorków, w powiecie zgierskim, w województwie łódzkim, w Polsce. Został otwarty na przełomie lat 1914 i 1915 razem z linią kolejową z Koryt do Ozorkowa Miasto.